# Manoir de la Cour de Bois-Bréhan
Le manoir de la Cour de Bois-Bréhan est situé à Pluherlin en France.

## Localisation
Le manoir est situé sur le territoire de la commune de Pluherlin, au lieu-dit la Cour de Bois-Bréhan, dans le département du Morbihan en région Bretagne.

## Description
Le manoir date du XVIIIe siècle, orienté au sud de plan rectangulaire à un étage carré, élévation à travées, construit en moellons de granite. Les façades sont enduites. À élévation ordonnancée, il se compose de deux pièces en rez-de-chaussée séparées par un couloir médian d'où part l'escalier, en maçonnerie sur mur-noyau, avec dessus des marches en dalles de schiste. Les hautes souches de cheminées en brique ne sont peut-être pas d'origine. La dépendance basse en alignement à l'est qui communique avec le logis principal, comporte un escalier à vis en schiste en demi hors-œuvre sur l'élévation postérieure qui dessert le comble. À L'intérieur cheminée et placard mural à étagère en schiste. . Toiture en longs pans couverte d'ardoises, croupe.

## Historique
Le manoir date du XVIIIe siècle, autrefois le siège d'une seigneurie appartenant aux Mordant, aux Carné, et aux Le Meignan. Sur le plan cadastral de 1840, le manoir consiste en un logis orienté au sud donnant sur une cour cernée de mur, avec dépendance avec four fermant la cour à l'est et un bâtiment en ruines au sud-ouest, ainsi qu'un grand jardin enclos à l'ouest, avec une fabrique de jardin en ruines à cheval sur l'enclos. La porte de la dépendance (peut-être un ancien logement de domestiques ou du fermier), au nord, a été bouchée à une époque indéterminée. Dans les années 1950 ou 1960, deux fenêtres sont ouvertes en pignon ouest, et les ouvertures de la travée ouest de l'élévation sud sont agrandies. À la fin du XXe siècle ou au début du XXIe siècle, une véranda est rajoutée au nord-ouest du logis.
Il est inscrit à l'inventaire général du patrimoine culturel.